# Bernard-Henri Lévy
Bernard-Henri Lévy (født 5. november 1948 i Béni Saf, Algeriet) er en fransk intellektuel debattør og filosof. I Frankrig kaldes han ofte blot BHL. Han var en af lederne af Nouvelle Philosophie-bevægelsen (da: Ny filosofi) siden 1976.

## Arbejde
BHL er en flittig skribent, og flere af hans værker er blevet oversat til engelsk.

### På Dansk
- "I djævelens vold", Forlag: Forum - Udgivet år: 1985. Originaltitel: Le diable en tête - oversat af Jacques Berg
- "Det menneskelige barbari".Forlag: Centrum. Originaltitel: La barbarie à visage humain - oversat af David Gress

### På Norsk
- Baudelaires siste dager. Originaltitel: Les derniers jours de Charles Baudelaire. Oversat til norsk ved Bente Christensen

### Kun på fransk
- Bangla-Desh, Nationalisme dans la révolution, 1973.
- La barbarie à visage humain, 1977.
- Le testament de Dieu, 1978.
- Idéologie française, 1981.
- Le diable en tête, 1984.
- Eloge des intellectuels, 1987.
- Les derniers jours de Charles Baudelaire, 1988.
- Les aventures de la liberté, 1991.
- Le jugement dernier, 1992
- Piero della Francesca, 1992
- Les hommes et les femmes, 1994.
- Bosna!,1994.
- La pureté dangereuse, 1994.
- Comédie, 1997.
- Le siècle de Sartre, 2000.
- Réflexions sur la Guerre, le Mal et la fin de l’Histoire, 2002.
- Qui a tué Daniel Pearl ?, 2003.
- Récidives, 2004.
- American Vertigo, 2006.
- Questions de principe X, Ici et ailleurs, 2007.
- Ce grand cadavre à la renverse, 2007.
- Ennemis publics, 2008.
- De la guerre en philosophie, 2010.
- Pièces d’identité, 2010.
- La Guerre sans l'aimer, 2011.
- Les Aventures de la vérité. Peinture et philosophie, 2013.
- Hôtel Europe, 2014.
- L'Esprit du judaïsme, 2016.
- Questions de principe XIII, Qui a peur du XXIe siècle ?, 2017.
- L'Empire et les cinq rois, 2018.
- Questions de principe XIV, L'Œil du Cyclone, 2018.
- Ce virus qui rend fou, 2020.
- Sur la route des hommes sans nom, 2021.
- Solitude d'Israël, 2024.
- Questions de principe XV, Avis de tempête, 2024.
- Nuit Blanche, 2025.

### Oversat til engelsk
- Bernard Henri Lévy, Richard Veasey, Adventures on the Freedom Road Harvill Press (an imprint of Random House), 1995, hardcover, ISBN 1860460356
- Edited by Bernard-Henry Lévy, What Good Are Intellectuals: 44 Writers Share Their Thoughts, Algora Publishing, 2000, paperback, 276 pages, ISBN 1892941104
- Bernard-Henri Levy, translated by Andrew Brown, Sartre: The Philosopher of the Twentieth Century, Polity Press, July 2003, hardcover, 456 pages, ISBN 074563009X
- Bernard-Henri Lévy, Who Killed Daniel Pearl?, Melville House Publishing, September 2003, hardcover, 454 pages, ISBN 0971865949
- Bernard-Henri Lévy, War, Evil and End of History, Gerald Duckworth & Co. Ltd, October 2004, hardcover, 400 pages, ISBN 0715633368
- Bernard Henri Lévy, Charlotte Mandell, American Vertigo : Traveling America in the Footsteps of Tocqueville, Random House, January 2006, hardcover, 320 pages, ISBN 1400064341
- Left in Dark Times: A Stand Against the New Barbarism, 2008
- The Will to See - Dispatches from a World of Misery and Hope, Yale University Press, 2021.
- Israel Alone, Wicked Son, 2024.